# Onofrio Panvinio
Onofrio Panvinio ou Onuphrius Panvinius (Vérone le 23 février 1529 – Palerme le 7 avril 1568), un augustin érudit, était un historien italien et un spécialiste de l'Antiquité, qui fut le bibliothécaire du cardinal Alexandre Farnèse.

## Biographie

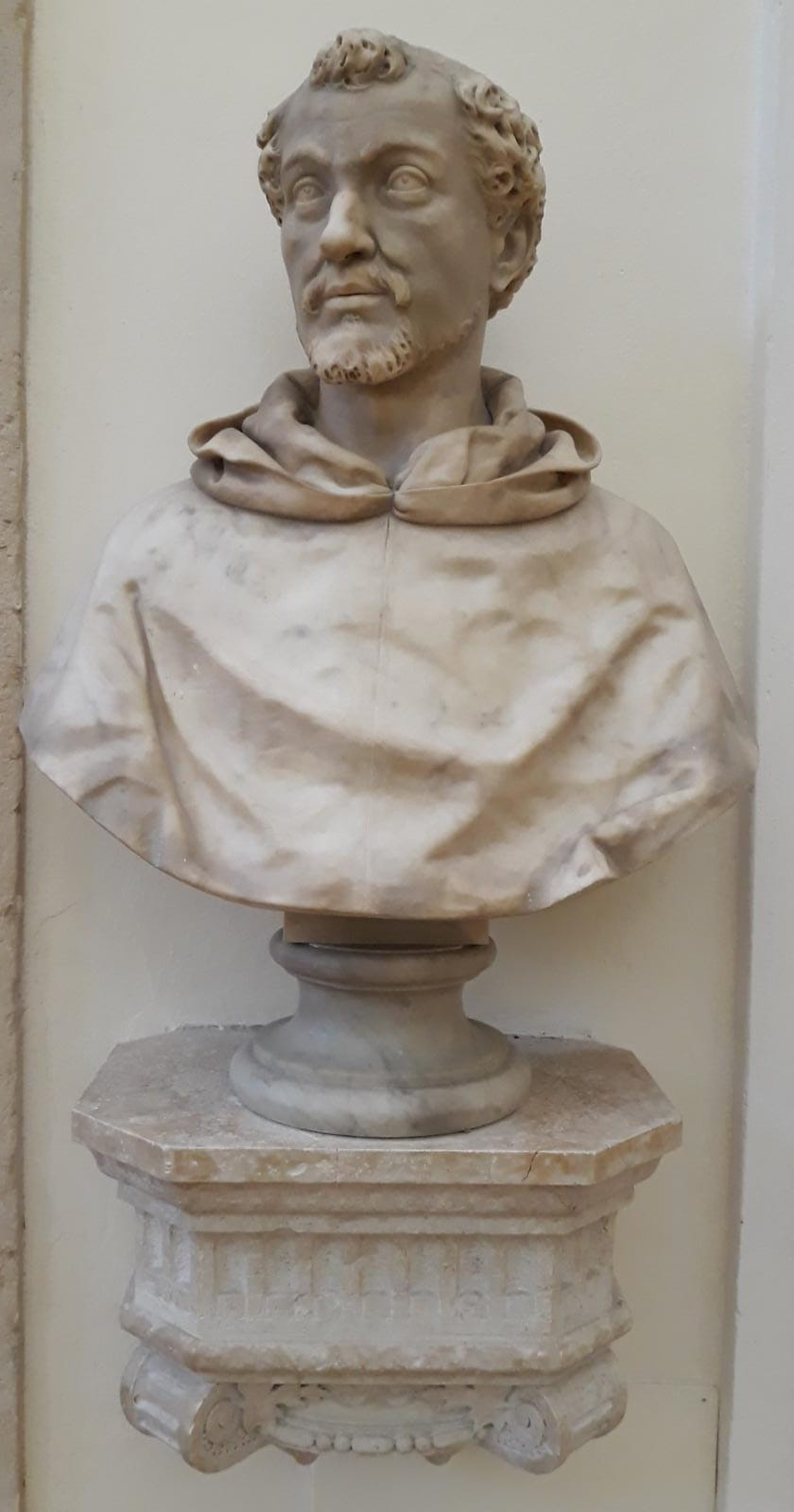
Le buste d'Onofrio Panvinio dans la Protomothèque de la Bibliothèque municipale de Vérone

À onze ans il entra dans l'ordre des ermites augustins et en 1539 il alla à Rome, ville pour laquelle il se passionna et dont il devait documenter la topographie et les inscriptions, l'histoire ancienne et médiévale, les auteurs et les grandes familles papales au cours d’une vie courte mais spectaculairement productive.
Après avoir obtenu à Rome son diplôme de bachelier ès arts en 1553 puis enseigné aux novices de son ordre à Rome et à Florence, il obtint en 1557 le doctorat en théologie. Il visita les bibliothèques d'Italie et poursuivit ses recherches historiques en Allemagne en 1559. Refusant l’offre d’un évêché, il accepta le poste plus intéressant pour lui de correcteur et de réviseur des livres de la Bibliothèque apostolique vaticane en 1556. Il mourut en 1568 alors qu’il accompagnait son ami et protecteur, le cardinal Farnèse, au synode de Monreale
On l’a reconnu comme un des plus grands historiens de l’Église et un des plus grands archéologues de son temps. Le savant imprimeur Paul Manuce l'a appelé antiquitatis helluo (« un glouton d’antiquité ») et Jules César Scaliger l'a nommé pater omnis historiae (« le père de toute l'histoire »).
Sa grande carte archéologique de la Rome antique a été établie en 1565. Vers la même époque il commença à collaborer avec le graveur français Étienne Dupérac, qui continua à fournir des illustrations pour des impressions posthumes des travaux de Panvinio. Tous ses nombreux travaux historiques, théologiques, archéologiques et liturgiques n’ont pas été publiés, même après sa mort ; certains sont toujours manuscrits dans la Bibliothèque vaticane.
Son portrait par le Titien se trouve dans la Galleria Colonna.

## Publications
- Epitome pontificum romanorum usque ad Paulum IV, Venise, 1557, in-fol. Cette édition, faite à l’insu de l’auteur, est remplie de fautes typographiques ; il en donna une plus correcte, ibid., 1567, in-4°, qui a servi de base aux suivantes.
- Viginti septem pontificum romanorum elogia et imagines, Rome, 1568, in-fol., Anvers, 1772, même format, avec des figures de Philippe Galle.
- Fasti et triumphi Romanorum a Romulo usque ad Carolum V, Venise, 1557.
- In Fastos consulares appendix ; De ludis sæcularibus et antiquis Romanorum nominibus, Heidelberg, 1588, in- fol. Le Traité des jeux séculaires a été inséré par Grævius dans le tome 9, et celui des noms des Romains dans le tome 2 du Thesaur. antiquit. Romanar.
- De baptismate pascali origine, et ritu consecrandi agnos Dei, Rome, 1560, in-4° ; ibid., 1630, in-8°.
- De sibyllis et carminibus sibillynis, Venise, 1567, in-8°. On retrouve cette dissertation dans divers recueils d’antiquités.
- De triumpho commentarius, ibid., 1573, in-fol. ; Helmstadt, 1676, in-4°, et dans le tome 2 du Thes. antiquit. Romanar.
- De ritu sepeliendi mortuos apud veteres christianos et eorum cœmeteriis. Louvain. 1572. in-8° ; Rome, 1581, in-8°. Cet ouvrage, rare et curieux, a été traduit en français, Arras, 1613, in-8°.
- De republica romana, libri tres, Venise, 1581, in-8°. Boissard a inséré cet ouvrage dans le Roman. urbis topograph., et Grævius dans le tome 3 du Thes. antiquit.
- De bibliotheca pontificis Vaticana, Tarragone, 1587, in-4°. Cette édition a été publiée d’après un manuscrit de l’Escurial, par Cardona, évêque de Tortosa. Mader a inséré cet ouvrage, devenu très-rare, dans le Syntagma libellorum de bibliothecis.
- De ludis circensibus libri duo, et de triumphis liber unus, quibus universa fere Romanorum veterum sacra ritusque declarantur, Venise, 1600, in-fol- Cette première édition ne contient que les notes de Giovanni Argoli et de Niccolò Pinelli ; elle a été reproduite à Padoue en 1642, in-fol. ; mais l’édition publiée dans la même ville en 1681, même format, est plus recherchée, parce qu’on y a inséré les notes de Mader sur le livre des Triomphes.
- Amplissimi ornatissimique triumphi, ex antiquissimis lapidum, nummorum monumentis, etc., descriptio, Rome, 1618, in-fol. oblong, figures ; rare et recherché des curieux.
- De antiquitate et viris illustribus Veronæ libri VIII, 1648, in-fol.

Outre les ouvrages déjà cités, on peut consulter sur Panvinio les Éloges de Teissier, le Dictionnaire de Chaufepié, la Biblioth. medii ævi de Fabricius, mais surtout Tiraboschi, qui a corrigé les erreurs dans lesquelles étaient tombés ses devanciers (Storia della letterat. italiana, t. 7, p. 825-831). Le portrait de cet illustre antiquaire a été gravé plusieurs fois ; on le trouvera dans les Elogia viror. illustrium ex ordine eremitar. S. Augustini, par Camille Corte, Anvers, 1636, in-4°, et dans l’Académie des sciences de Bullard.
Karl Gersbach, OSA, a publié de nombreux articles sur les aspects de la carrière de Panvinio. Philip Jacks a situé sa carrière dans le cadre des premières recherches sur l'Antiquité dans  The Antiquarian and the Myth of Antiquity: The Origins of Rome in Renaissance Thought. (Cambridge University Press) 1993. La seule biographie moderne est l'étude bibliographique de Jean-Louis Ferrary, Onofrio Panvinio et Les Antiquités romaines (Rome) 1996.